# 9월 4일
9월 4일은 그레고리력으로 247번째(윤년일 경우 248번째) 날에 해당한다.

## 사건
- 476년 - 게르만족 지도자 오도아케르가 라벤나를 정복, 서로마 제국이 멸망하였다.
- 1870년 - 프랑스의 나폴레옹 3세가 퇴위하고 제3공화국이 선포되다.
- 1909년 - 일본과 청나라와의 사이에 간도 협약이 체결되다.
- 1944년 - 제2차 세계 대전: 소련군 헝가리에 진입
- 1951년 - 유엔군, 한국 전쟁에 소련군이 참전했다고 발표.
- 1962년 - 대한민국 증권시장 개장.
- 1980년
  - 조선민주주의인민공화국, 휴전선 11개 지역에서 대남비방방송 재개
  - 대한민국 보건사회부, 전국의 호화묘지를 모두 정리하기로 결정하고 이를 발표하다.
- 1990년 - 제1차 남북고위급회담이 서울에서 열리다.
- 1991년 - 소비에트 연방, 에스토니아, 라트비아, 리투아니아 등 발트3국 독립 승인.
- 2010년 - 새벽 4시 35분 경, 규모 7.2의 강진이 뉴질랜드 남섬에서 발생하였고 크라이스트처치 등의 지역에 비상사태가 선포되었다.
- 2017년 - 한국방송공사, 문화방송이 총파업을 단행하였다.

## 문화
- 1994년
  - 태권도, 올림픽 정식종목 선택.
  - 일본의 간사이 국제공항이 개장하였다.
- 1999년
  - 무궁화 3호 발사.
  - KBS의 공개 코미디 프로그램 개그콘서트 첫방송.
- 2001년 - 백운화상초록불조직지심체요절이 유네스코 세계기록유산으로 등록되다.
- 2008년 - 3인조 혼성그룹이 해체되었다.
- 2019년 - KBS의 공개 코미디 프로그램 개그콘서트 방송 20주년.

## 탄생
- 973년 - 페르시아의 학자, 박식가 비루니. (~1048년)
- 1563년 - 명나라의 제13대 황제 만력제. (~1620년)
- 1729년 - 프랑스 루이 15세의 아들 루이 드 프랑스. (~1765년)
- 1768년 - 프랑스의 작가, 소설가, 외교가, 정치인 프랑수아르네 드 샤토브리앙. (~1848년)
- 1892년 - 프랑스의 작곡가 다리우스 미요. (~1974년)
- 1906년 - 독일의 생물학자 막스 델브뤼크. (~1981년)
- 1926년
  - 오스트리아의 철학자, 신학자 이반 일리치. (~2002년)
  - 대한민국의 정치인 정일영. (~2015년)
- 1931년 - 미국의 배우 미치 게이너. (~2024년)
- 1937년 - 미국의 배우 니컬러스 워스. (~2007년)
- 1938년 - 대한민국의 기업 출신 정치인 윤석민. (~2023년)
- 1940년 - 대한민국의 정치인 엄창섭.
- 1945년 - 영국의 배우 겸 연극 프로듀서 빌 켄라이트. (~2023년)
- 1947년 - 일본의 정치인 야마모토 고이치. (~2023년)
- 1953년 - 터키의 전직 축구 선수, 현재 축구 감독 파티흐 테림.
- 1958년 - 일본의 전 축구 선수 데즈카 사토시.
- 1960년 - 대한민국의 정치인 정진석.
- 1962년
  - 대한민국의 배우 이혜숙.
  - 대한민국의 천주교 성직자 유경촌. (~2025년)
  - 일본의 의학자 야마나카 신야.
- 1964년 - 독일의 베이스 가수 르네 파페.
- 1966년
  - 대한민국의 요리연구가 겸 기업인 백종원.
  - 대한민국의 성우 한택심.
- 1969년 - 오스트레일리아의 배우 노아 테일러.
- 1971년 - 대한민국의 영화 감독 이계벽.
- 1972년 - 캐나다의 테니스 선수 대니얼 네스터.
- 1973년 - 미국의 영화배우 제이슨 데이비드 프랭크. (~2022년)
- 1975년 - 웨일스의 배우 카이 오언.
- 1976년 - 일본의 성우 후쿠시마 준.
- 1977년
  - 대한민국의 야구해설가, 전 야구 선수 김선우.
  - 미국의 프로레슬링 선수 키아 스티븐스.
- 1978년 - 미국의 배우 웨스 벤틀리.
- 1979년 - 대한민국의 래퍼 MC몽.
- 1980년
  - 대한민국의 전직 스타크래프트 프로게이머 임요환.
  - 대한민국의 의사 허양임.
- 1981년
  - 미국의 가수, 배우 비욘세.
  - 대한민국의 정치인 유재호.
- 1982년 - 중국의 배우 장쥔닝.
- 1983년
  - 대한민국의 배구 선수 김학민.
  - 일본의 아이돌 가수 나카마루 유이치.
  - 대한민국의 전 야구 선수 조동찬.
- 1984년 - 대한민국의 희극인 신고은.
- 1985년
  - 스페인의 축구 선수 라울 알비올 (SSC 나폴리).
  - 대한민국의 야구 선수 윤석민.
  - 조선조선민주주의인민공화국의 축구 선수 리광천.
  - 미국의 봅슬레이 선수 케일리 험프리스.
- 1986년
  - 대한민국의 아코디언 연주가 이지혜.
  - 대한민국의 희극인 류근일.
  - 대한민국의 래퍼 Boi B.
- 1987년 - 대한민국의 쌍둥이 가수 량현량하.
- 1988년
  - 러시아의 전 축구 선수 게오르기 가불로프.
  - 일본의 성우 노가미 쇼.
- 1989년 - 대한민국의 뮤지컬 배우 표정우.
- 1990년
  - 대한민국의 래퍼 맥대디.
  - 우크라이나의 펜싱 선수 올하 하를란.
  - 일본의 축구 선수 쓰루노 다이키.
- 1991년
  - 대한민국의 스타크래프트 프로게이머 신동원.
  - 대한민국의 가수 이영호.
  - 대한민국의 엔터테이너 엄준식.
- 1992년
  - 대한민국의 배우 박은빈.
  - 대한민국의 사격 선수 김예지.
  - 프랑스의 축구 선수 레뱅 퀴르자와.
- 1993년
  - 대한민국의 축구 선수 이지민.
  - 미국의 래퍼 마크 투안 (GOT7).
  - 벨기에의 축구 선수 야니크 페레이라 카라스코.
- 1994년
  - 대한민국의 야구 선수 조상우.
  - 대한민국의 모델 신나리.
- 1995년 - 대한민국의 배우 정민제.
- 1996년 - 대한민국의 배우, 모델 정채율. (~2023년)
- 1997년
  - 대한민국의 배드민턴 선수 서승재.
  - 대한민국의 가수 박지은 (퍼플키스).
  - 헝가리의 펜싱 선수 시클로시 게르게이.
- 1998년 - 일본의 가수 나가하마 네루. (사쿠라자카46)
- 1999년 - 대한민국의 래퍼 시월.
- 2000년
  - 대한민국의 래퍼 지원. (체리블렛)
  - 대한민국의 수영 선수 이유연.
- 2001년 - 대한민국의 야구 선수 오명진.
- 2002년 - 미국의 배우 털리사 베이트먼.

## 사망
- 422년 - 제42대의 교황 교황 보니파시오 1세. (?~)
- 1323년 - 원나라의 제9대 카안 원 영종. (1302년~)
- 1767년 - 영국의 정치가 찰스 타운젠드. (1725년~)
- 1907년 - 노르웨이의 작곡가 겸 피아노 연주자 에드바르 그리그. (1843년~)
- 1921년 - 대한민국의 독립운동가 이애라. (1894년~)
- 1944년 - 독일의 군인 에리히 펠기벨. (1886년~)
- 1965년 - 독일의 의사 알베르트 슈바이처. (1875년~)
- 1987년 - 영국의 영화 감독 리처드 마퀀드. (1937년~)
- 1990년 - 미국의 배우, 가수 아이린 던. (1898년~)
- 2006년
  - 미국의 정치인 윌리엄 M. 스타인펠트. (1917년~)
  - 이탈리아의 축구 선수 자친토 파케티. (1942년~)
- 2014년 - 미국의 희극인, 배우 조앤 리버스. (1933년~)
- 2018년 - 대한민국의 프로레슬링 선수 이왕표. (1954년~)
- 2020년
  - 미국의 재즈연주가 게리 피콕. (1935년~)
  - 나이지리아의 축구 선수 아지바데 바바라데. (1972년~)
  - 벨기에의 가수 애니 코르디. (1928년~)
  - 뉴질랜드의 정치인 조 윌리엄스. (1934년~)
- 2021년 - 대한민국의 영화배우 윤양하. (1940년~)
- 2022년
  - 스웨덴의 영화배우 보 브룬딘. (1937년~)
  - 대한민국의 역도 선수 이형근. (1964년~)
- 2023년
  - 미국의 약리학자 페리드 머래드. (1936년~)
  - 크로아티아의 군인 안톤 투스. (1931년~)
- 2024년 - 세르비아의 작가 보라 도르제비치. (1952년~)

## 기념일
- 대한민국의 태권도의 날.
- 대한민국의 간도의 날.
- 대한민국의 지식재산의 날.
- 대한민국의 고향 사랑의 날.
- 이민자의 날: 아르헨티나

## 같이 보기
- 전날: 9월 3일 다음날: 9월 5일 - 전달: 8월 4일 다음달: 10월 4일
- 음력: 9월 4일
- 모두 보기